# Lembeck (Adelsgeschlecht)

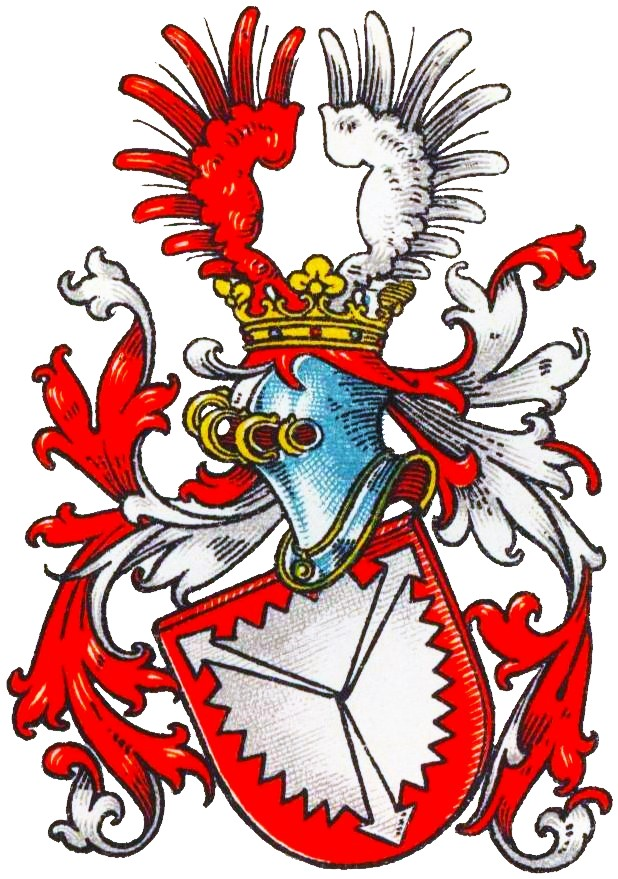
Wappen derer von Lembeck im Wappenbuch des Westfälischen Adels

Lembeck ist der Name eines erloschenen westfälischen Uradelsgeschlechts.

## Geschichte
Der Stammsitz des Geschlechts war Schloss Lembeck im heutigen Dorsten.
Die Familie erscheint erstmals 1177 mit Ritter Adolf von Lembeck (Lehembeke), Ministeriale des Hochstifts Münster. Die Familie übte die Gerichtsbarkeit über die gleichnamige Herrlichkeit aus. Ab 1390 war ihre damalige Burg ein Offenhaus des Bischofs von Münster.
Die Familie erlosch mit dem Tod von Erbtochter Bertha von Lembeck, Frau des Bernhard von Westerholt (1480–1554), wodurch Haus Lembeck und anderer Familienbesitz an die Westerholt kam. Im Mannesstamm starb die Familie bereits 1526 mit dem Tod von Berthas Vater, Johann von Lembeck, aus.

## Persönlichkeiten
- Wessel von Lembeck († im 14. Jahrhundert), Domherr in Münster

## Wappen
Blasonierung: In Rot ein silbernes Nesselblatt mit drei ins Schächerkreuz darauf gelegten Nägeln (ursprünglich ein wirkliches Nesselblatt aus dessen Adern die Nägel entstanden). Auf dem bekrönten Helm mit rot-silbernen Helmdecken ein offener Flug, rechts rot, links silbern.
Das Wappen des Dorfs Lembeck ist an das Familienwappen derer von Lembeck angelehnt.